# نعمان (رصد)

تعديل مصدري - تعديل

نعمان هي إحدى قرى عزلة القارة بمديرية رصد التابعة لمحافظة أبين، بلغ تعداد سكانها 27 نسمة حسب تعداد اليمن لعام 2004.